# Cuevas del Valle
Cuevas del Valle è un comune spagnolo di 620 abitanti situato nella comunità autonoma di Castiglia e León.